# اچ‌ام‌اس سالمون (ان۶۵)
اچ‌ام‌اس سالمون (ان۶۵) (به انگلیسی: HMS Salmon (N65)) یک زیردریایی بود که طول آن ۲۰۸ فوت ۹ اینچ (۶۳٫۶۳ متر) بود. این زیردریایی در سال ۱۹۳۴ ساخته شد.